# Jan Klabbers
Johannes Antonius Maria (Jan) Klabbers (Heumen, 13 augustus 1963) is een Nederlands jurist gespecialiseerd in het internationaal publiekrecht. Klabbers is hoogleraar aan de Universiteit van Helsinki.
Klabbers studeerde rechten aan de Universiteit van Amsterdam, waar hij vervolgens op 2 mei 1996 cum laude promoveerde op het proefschrift The Concept of Treaty in International Law; promotor was Bert Vierdag. Kort na zijn promotie werd hij benoemd tot hoogleraar internationaal recht aan de Universiteit van Helsinki, in het bijzonder het recht der internationale organisaties. Van 2006 tot 2011 was hij daar directeur van het Centre of Excellence in Global Governance Research van de Finse Academie en ruim twintig jaar lang adjunct-directeur van het Erik Castren Institute of International Law and Human Rights. Van 2013 tot 2017 was hij de eerste Martti Ahtisaari-Akademiehoogleraar in International Conflict Management and Peace Research aan de Universiteit van Helsinki. Hij was ook gasthoogleraar (visiting professor) aan de NYU Law School (2009-2010), aan het IHEID in Genève (2008, 2013, 2015) en aan de Universiteit Panthéon-Assas (Parijs II) in 2011. In augustus 2024 werd hij benoemd tot nieuwe hoogleraar op de Whewell-leerstoel voor internationaal recht aan de Universiteit van Cambridge als opvolger van Eyal Benvenisti, met ingang van 1 oktober 2025.
Klabbers heeft vooral gepubliceerd over het verdragenrecht en het recht van internationale organisaties. Hij heeft ook onderzoek gedaan naar de verhouding tussen deugdethiek en internationaal recht en de rol van de private sector in internationale organisaties. Hij was een van de oprichters van het tijdschrift International Organizations Law Review (samen met Niels Blokker en Ramses Wessel) en is redacteur van het Nordic Journal of International Law. Hij is auteur van Treaty Conflict and the European Union (2009), Virtue in Global Governance: Judgment and Discretion (2022) en de studieboeken International Law (4e druk 2023) en An Introduction to International Organizations Law (4e druk 2022).